# Sergej Baoetin
Sergej Viktorovitsj Baoetin (Russisch: Сергей Викторович Баутин, Wit-Russisch: Сяргей Віктаравіч Баутін, Sjarhej Viktaravitsj Bautin) (Rahachow (Oblast Homel), 11 maart 1967 – 31 december 2022) was een Russisch ijshockeyer.
Baoetin won tijdens de Olympische Winterspelen 1992 de gouden medaille met het gezamenlijk team. 
Baoetin overleed op 31 december 2022, op 55-jarige leeftijd.